# Kangasniemi

Lokalizacja gminy na mapie Finlandii

Kangasniemi – gmina w Finlandii w regionie Etelä-Savo, w dawnej prowincji Finlandia Wschodnia. Zajmuje powierzchnię 1326,75 km², z czego 256,69 km² stanowi woda. Gminę zamieszkuje 5966 mieszkańców (30 września 2010).
Kangasniemi jest popularnym celem wyjazdów rekreacyjnych. Na terenie gminy znajduje się 3467 domków letniskowych (mökki). W 1997 Kangasniemi została uznana najpiękniejszą gminą w kraju.
W Kangasniemi urodziła się biegaczka narciarska Virpi Kuitunen.

## Odległość od innych miast
- Jyväskylä – 65 km
- Mikkeli – 52 km
- Helsinki – 246 km